# HGC Wassenaar
Die HOC Gazellen Combinatie, kurz HGC, ist ein am 22. September 1906 gegründeter Hockeyverein aus Wassenaar in den Niederlanden. Der Club entstand durch eine Fusion der beiden Vereine HOC und Gazellen. Mit seinen 912 Mitgliedern gehört der Club zu den größeren Hockeyvereinen der Region Den Haag. Lokale Konkurrenten sind der Haagsche Delftsche Mix (HDM), der HC Klein Zwitserland und der kleinere HDS.
Sowohl die Damen als auch die Herren spielten jahrelang in der höchsten niederländischen Feldhockey-Liga, der Hoofdklasse, doch stiegen die Damen 2005 in die zweitklassige Overgangsklasse ab. Den letzten nationalen Meistertitel errangen die Herren 1996 unter ihrem Trainer Maurits Hendriks in den Final-Play-Offs gegen den HC Bloemendaal, gegen den der HGC auch in der Saison 2006–2007 wieder in den Endspielen antrat, aber nach zwei Niederlagen (2:3, 1:2) sich mit dem Vizetitel abfinden musste, der aber zur Teilnahme an der neugeschaffenen Euro Hockey League berechtigt. Die Damen holten ein Jahr später 1997 den letzten Meistertitel.
Die Anlage des HGC befindet sich im Sportkomplex De Roggewoning am Buurtweg in Wassenaar, dort befinden sich ein wassergesprengter Kunstrasen- und zwei sandverfüllte Kunstrasenplätze.

## Erfolge
| Europapokalbilanz Herren Feld |                    |        |       |            |
| Jahr                          | Wettbewerb         | Niveau | Platz | Ort        |
| 1991                          | Club Champions Cup | 1      | 3     | Wassenaar  |
| 1992                          | Cup Winners Cup    | 1      | 1     | Vught      |
| 1993                          | Cup Winners Cup    | 1      | 1     | Birmingham |
| 1994                          | Cup Winners Cup    | 1      | 2     | Terrassa   |
| 1997                          | Club Champions Cup | 1      | 1     | Wassenaar  |
| 2008                          | Euro Hockey League | 1      | 2     | Rotterdam  |
| 2011                          | Euro Hockey League | 1      | 1     | Wassenaar  |

Herren
- Euro Hockey League: 2011
- EuroHockey Champions Cup: 1997
- EuroHockey Cup Winners Cup: 1992, 1993
- Niederländischer Feldhockeymeister: 1990, 1996
- Niederländischer Hallenhockeymeister: 1986, 1993, 1996, 1998

Damen
- EuroHockey Champions Cup: 1983, 1984, 1985, 1986, 1987, 1991, 1994
- EuroHockey Cup Winners Cup: 1993
- Niederländischer Feldhockeymeister: 1982, 1985, 1986, 1988, 1990, 1993, 1996, 1997
- Niederländischer Feldhockeypokalsieger: 1996
- Niederländischer Hallenhockeymeister: 1982, 1984, 1986, 1987, 2003, 2004